# Дисграция
Гора Дисграция (итал. Monte Disgrazia) — главная вершина Бергельских Альп, одна из наиболее значимых гор в Восточных Альпах.

## География
Дисграция, высота которой составляет 3678 метров, находится на территории Италии, в провинции Сондрио, несколько в стороне от главного хребта Бергельских Альп, между долинами Валь-Маленко на востоке и Валь-Мазино на западе. В основе её лежит шестисотметровая многовершинная горная платформа, протянувшаяся с северо-запада на юго-восток. В отличие от других гор Бергеля, имеющих гранитную структуру, Дисграция состоит из тальк-оливиновых пород и серпентинита.
Подъём альпинистов на эту вершину начинается на её юго-западной стороне, у Рифуджио-Понти, затем проходит через Стелла-ди-Пиода и северо-западный её хребет. Впервые она была покорена 23 августа 1862 года группой из Великобритании в составе Лесли Стивена, Эдварда Ширли Кеннеди, Томаса Кокса, и в сопровождении проводника-швейцарца Мельхиора Андерегга.